# La Motte-d’Aveillans
La Motte-d’Aveillans – miejscowość i gmina we Francji, w regionie Owernia-Rodan-Alpy, w departamencie Isère.
Według danych na rok 1990 gminę zamieszkiwało 1591 osób, a gęstość zaludnienia wynosiła 163 osób/km² (wśród 2880 gmin regionu Rodan-Alpy La Motte-d’Aveillans plasuje się na 537. miejscu pod względem liczby ludności, natomiast pod względem powierzchni na miejscu 1140.).